# ハーゲン - ドルトムント線
ハーゲン - ドルトムント線（ドイツ語: Bahnstrecke Hagen–Dortmund）はドイツ連邦共和国ノルトライン＝ヴェストファーレン州ハーゲンとドルトムントを結ぶ、通行量の多い主要鉄道路線である。この路線は旅客輸送の部門でも貨物輸送の部門でもルール地域南部の主軸にあたる。ハーゲン - エルバーフェルト（現在ヴッパータール中央駅）間とともにハーゲン - ドルトムント間はベルク・マルク鉄道会社（Bergisch-Märkische Eisenbahn-Gesellschaft, BME）の本線として開通された、電車線は全区間に設備されている。

## 歴史

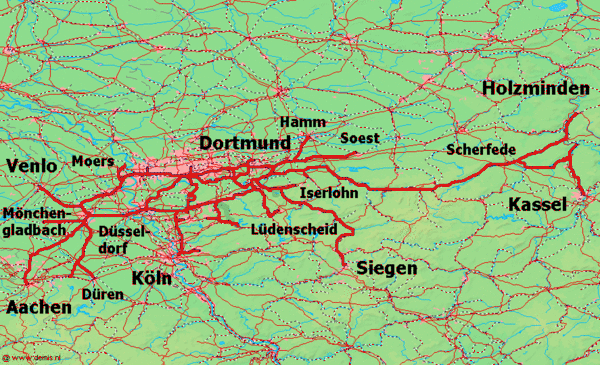
ベルク・マルク鉄道会社の鉄道網

ケルン・ミンデン鉄道（Cöln-Mindener Eisenbahn-Gesellschaft, CME）はルール川とヴッパー川と並行しベルク地域（Bergische Land）鉄道を大規模に新設しようと計画した。その故に、BMEは1844年7月12日にエルバーフェルト - ドルトムント間の鉄道建設免許を獲得して、それはヴッパー川流域で高度に工業化された都市とベルク地域を東の方に鉄道で結ぶプロジェクトであった。
1833年企業人フリードリヒ・ハルコルト（Friedrich Harkort, 1793~1880）は『ミンデンからケルンまでの鉄道』を新たに著述して、鉄道の重要性を力説した。1844年以降、BMEはハルコルトの計画案により工事を実行した。1848年12月29日にこの路線はエルバーフェルト - ハーゲン間とともに貨物輸送向けに開通されて、翌年3月9日に旅客輸送が開始された。1860年末までミルスペ（現在エンネーペタール駅）- ドルトムント区間に2番目の線路が設置された。
1881年12月17日の協約により1882年1月1日に帝国鉄道エルバーフェルト管理局がBMEの管理・運営を引き受けた。
1939年12月12日に列車衝突事故は乗務員の過失と信号所機械てこの誤作動の原因で発生した。15人が死亡して、なお36人が負傷を負った。
1964年5月29日以来、全区間の電気運転が可能となった。1988年新線がヴィッテン - ドルトムント間に優等列車運行の用度で建設されて、現在快速列車「ヴッパー急行」もその区間を通行する。1994年5月29日にSバーン路線が導入された。

## 運行形態
この路線の運賃制はライン＝ルール運輸連合（Verkehrsverbund Rhein-Ruhr, VRR）が担当する。
- 快速列車（RE4）: アーヘン - モェンヒェングラートバッハ - デュッセルドルフ - ヴッパータール - ハーゲン - ヴェッター - ヴィッテン - ドルトムント。60分ごと。
- 快速列車（RE16）: イザーローン - レトマーテ - ハーゲン - ヴェッター - ヴィッテン - ボフム - エッセン。60分ごと。
- 普通列車（RB40）: ハーゲン - フォルハレ - ヴェッター - ヴィッテン - ボフム - エッセン。60分ごと。
- Sバーン（S5）: ハーゲン - フォルハレ - ヴェッター - ヴィッテン - アンネン北駅 - クルッケル - バーロプ - ドルトムント。30分/60分ごと。